# Kiskorpád
Kiskorpád es un pueblo ubicado en el distrito de Kaposvár, en el condado de Somogy, Hungría.

## Superficie
Posee una superficie de 16,95 kilómetros cuadrados.

## Demografía
Hasta 2019 la población era de 859 habitantes, con una densidad de población de 50,68 habitantes por kilómetro cuadrado.